# ゼルトザーム
ゼルトザーム（欧字名:Seltsam、2021年2月18日 - ）は、日本の競走馬。2023年の函館2歳ステークスの勝ち馬である。
馬名の意味は、ドイツ語で「不思議な」。

## 戦績

### 2歳（2023年）
6月17日に函館競馬場で行われた2歳新馬戦に、浜中俊を鞍上に迎えデビュー。レースでは出遅れながらも追い上げ、中団から脚を伸ばした5番人気ワイワイレジェンドに1馬身半差をつけ優勝した。鞍上の浜中は「気の小さいところがありスタートから用心して進んでいかなかったのですが、3コーナー過ぎにエンジンがかかり外に出してからは調教通りいい脚を使ってくれました。いい勝ち方でした。メンタル面が良くなってくればさらにやれそうです」とコメントした。
続いて7月15日に函館競馬場で行われた函館2歳ステークス（GIII）に出走。10番人気で迎えたレースでは中団から脚を伸ばし、好位から脚を伸ばした6番人気ナナオを差し切り1馬身差をつけ優勝。デビューからの連勝で重賞初制覇を果たした。鞍上の浜中は「返し馬から、芝の走りは良さそうだなと感じました。今日は馬場がちょっと重たかったので、それもこの馬にはプラスだったのではと思います。（中略）ゴール直前で少し手綱を緩めた時に、馬も少し耳を立てて余裕がある仕草を見せましたし、強かったです。ダートでも良いレースをしましたし、今日は馬場状態もかなりタフなコンディションになって、そのアドバンテージもあったと思うので、芝に関しては今後判断していくべきかなと思います。」と語った。
その後、11月4日に行われた京王杯2歳ステークス（GII）では中団で脚を溜めるも直線では全く伸びず11着と大敗すると、ダートに矛先を変えて挑んだ11月22日の兵庫ジュニアグランプリ（JpnII）は中団後方から鋭く脚を伸ばしてイーグルノワールの3着と好走する。12月13日に行われた全日本2歳優駿（JpnI）は好位追走も直線で伸びを欠いて8着に終わった。

### 3歳（2024年）～
3歳初戦は芝に戻り、1月8日のシンザン記念（GIII）で始動するも8着。続くマーガレットステークス（L）で5着に敗れると、その後はダートの短距離戦を使われるもすべて二桁着順に沈んだ。2025年3月30日の六甲ステークス（L）で10着に敗れたのを最後に4月9日付けでJRAの競走馬登録を抹消され、大井競馬へ移籍することになった。

## 競走成績
以下の内容は、JBISサーチおよびnetkeiba.comの情報に基づく。
| 競走日     | 競馬場 | 競走名              | 格    | 距離（馬場）  | 頭 数 | 枠 番 | 馬 番 | オッズ （人気） | 着順 | タイム （上がり3F） | 着差 | 騎手        | 斤量 [kg] | 1着馬（2着馬）         | 馬体重 [kg] |
| ---------- | ------ | ------------------- | ----- | ------------- | ----- | ----- | ----- | --------------- | ---- | ------------------- | ---- | ----------- | --------- | ---------------------- | ----------- |
| 2023.06.17 | 函館   | 2歳新馬             |       | ダ1000m（良） | 12    | 1     | 1     | 004.40（1人）   | 01着 | R0:59.9（35.6）     | -0.2 | 0浜中俊     | 55        | （ワイワイレジェンド） | 458         |
| 0000.07.15 | 函館   | 函館2歳S            | GIII  | 芝1200m（重） | 15    | 8     | 15    | 029.8（10人）   | 01着 | R1:11.7（36.5）     | -0.1 | 0浜中俊     | 55        | （ナナオ）             | 454         |
| 0000.11.04 | 東京   | 京王杯2歳S          | GII   | 芝1400m（良） | 12    | 5     | 6     | 012.80（5人）   | 11着 | R1:22.7（34.4）     | -2.1 | 0浜中俊     | 56        | コラソンビート         | 462         |
| 0000.11.22 | 園田   | 兵庫ジュニアGP      | JpnII | ダ1400m（良） | 12    | 4     | 4     | 007.60（5人）   | 03着 | R1:30.2（38.9）     | -0.8 | 0浜中俊     | 55        | イーグルノワール       | 464         |
| 0000.12.13 | 川崎   | 全日本2歳優駿       | JpnI  | ダ1600m（稍） | 12    | 6     | 8     | 023.30（5人）   | 08着 | R1:48.0（44.2）     | -4.5 | 0浜中俊     | 56        | フォーエバーヤング     | 457         |
| 2024.01.08 | 京都   | シンザン記念        | GIII  | 芝1600m（良） | 18    | 4     | 8     | 227.6（18人）   | 08着 | R1:35.2（36.8）     | -0.7 | 0北村友一   | 57        | ノーブルロジャー       | 464         |
| 0000.02.25 | 阪神   | マーガレットS       | L     | 芝1200m（重） | 11    | 7     | 9     | 013.20（9人）   | 05着 | R1:10.3（35.3）     | -0.9 | 0池添謙一   | 58        | ナナオ                 | 466         |
| 0000.10.19 | 京都   | オータムリーフS     | OP    | ダ1400m（稍） | 14    | 6     | 9     | 020.30（8人）   | 11着 | R1:25.4（36.5）     | -1.6 | 0M.デムーロ | 55        | ライツフォル           | 490         |
| 0000.12.15 | 中京   | コールドムーンS     | OP    | ダ1400m（良） | 15    | 4     | 8     | 058.2（10人）   | 13着 | R1:25.2（37.8）     | -2.3 | 0鮫島克駿   | 56        | フリームファクシ       | 500         |
| 2025.02.23 | 京都   | 大和S               | OP    | ダ1200m（良） | 16    | 2     | 3     | 080.2（13人）   | 11着 | R1:12.4（35.9）     | -1.2 | 0高杉吏麒   | 57        | ドンアミティエ         | 498         |
| 0000.03.30 | 阪神   | 六甲S               | L     | 芝1600m（良） | 12    | 2     | 2     | 059.6（11人）   | 10着 | R1:34.5（36.1）     | -2.3 | 0高杉吏麒   | 57        | ダディーズビビッド     | 490         |
| 0000.07.18 | 大井   | アフター5スター賞TR | A2下  | ダ1200m（稍） | 12    | 5     | 6     | 008.00（3人）   | 03着 | R1:12.6（36.5）     | -0.7 | 0本田正重   | 57        | ジゼル                 | 490         |
| 0000.08.12 | 大井   | 武蔵野OP            | OP    | ダ1200m（重） | 12    | 8     | 12    | 003.90（2人）   | 03着 | R1:12.0（36.7）     | -1.0 | 0本田正重   | 54        | マックス               | 488         |

- 競走成績は2025年8月12日現在

## 血統表
| ゼルトザームの血統                          | ゼルトザームの血統                      | ゼルトザームの血統                      | （血統表の出典）                        | （血統表の出典）  |
| 父系                                        | ストームキャット系 （ストームバード系） | ストームキャット系 （ストームバード系） | ストームキャット系 （ストームバード系） | [ § 2 ]           |
| 父 *ヘニーヒューズ 栗毛 2003 アメリカ合衆国 | 父の父*ヘネシー 栗毛 1993               | Storm Cat                               | Storm Bird                              | Storm Bird        |
| 父 *ヘニーヒューズ 栗毛 2003 アメリカ合衆国 | 父の父*ヘネシー 栗毛 1993               | Storm Cat                               | Terlingua                               |                   |
| 父 *ヘニーヒューズ 栗毛 2003 アメリカ合衆国 | 父の父*ヘネシー 栗毛 1993               | Island Kitty                            | Hawaii                                  | Hawaii            |
| 父 *ヘニーヒューズ 栗毛 2003 アメリカ合衆国 | 父の父*ヘネシー 栗毛 1993               | Island Kitty                            | T.C. Kitten                             |                   |
| 父 *ヘニーヒューズ 栗毛 2003 アメリカ合衆国 | 父の母Meadow Flyer 栗毛 1989            | Meadowlake                              | Hold Your Peace                         | Hold Your Peace   |
| 父 *ヘニーヒューズ 栗毛 2003 アメリカ合衆国 | 父の母Meadow Flyer 栗毛 1989            | Meadowlake                              | Suspicious Native                       |                   |
| 父 *ヘニーヒューズ 栗毛 2003 アメリカ合衆国 | 父の母Meadow Flyer 栗毛 1989            | Shortley                                | Hagley                                  | Hagley            |
| 父 *ヘニーヒューズ 栗毛 2003 アメリカ合衆国 | 父の母Meadow Flyer 栗毛 1989            | Shortley                                | Short Winded                            |                   |
| 母 ロザリウム 黒鹿毛 2011 北海道安平町      | 母の父キングカメハメハ 鹿毛 2001        | Kingmambo                               | Mr. Prospector                          | Mr. Prospector    |
| 母 ロザリウム 黒鹿毛 2011 北海道安平町      | 母の父キングカメハメハ 鹿毛 2001        | Kingmambo                               | Miesque                                 |                   |
| 母 ロザリウム 黒鹿毛 2011 北海道安平町      | 母の父キングカメハメハ 鹿毛 2001        | *マンファス                             | *ラストタイクーン                       | *ラストタイクーン |
| 母 ロザリウム 黒鹿毛 2011 北海道安平町      | 母の父キングカメハメハ 鹿毛 2001        | *マンファス                             | Pilot Bird                              |                   |
| 母 ロザリウム 黒鹿毛 2011 北海道安平町      | 母の母ローズバド 青毛 1998              | *サンデーサイレンス                     | Halo                                    | Halo              |
| 母 ロザリウム 黒鹿毛 2011 北海道安平町      | 母の母ローズバド 青毛 1998              | *サンデーサイレンス                     | Wishing Well                            |                   |
| 母 ロザリウム 黒鹿毛 2011 北海道安平町      | 母の母ローズバド 青毛 1998              | ロゼカラー                              | Shirley Heights                         | Shirley Heights   |
| 母 ロザリウム 黒鹿毛 2011 北海道安平町      | 母の母ローズバド 青毛 1998              | ロゼカラー                              | *ローザネイ                             |                   |
| 母系(F-No.)                                 | ローザネイ系(FN:1-w)                    | ローザネイ系(FN:1-w)                    | ローザネイ系(FN:1-w)                    | [ § 3 ]           |
| 5代内の近親交配                             | Raise a Native 5×5                      | Raise a Native 5×5                      | Raise a Native 5×5                      | [ § 4 ]           |
| 出典                                        | 1. 2. 3. 4.                             | 1. 2. 3. 4.                             | 1. 2. 3. 4.                             | 1. 2. 3. 4.       |

- 母の半兄ローズキングダムは2009年の朝日杯フューチュリティステークス（GI）、2010年のジャパンカップ（GI）など重賞5勝。
- 母母ローズバドは2001年のフィリーズレビュー（GII）、2003年のマーメイドステークス（GIII）優勝馬で、優駿牝馬・秋華賞・エリザベス女王杯をいずれも2着（2001年）。
- 3代母ロゼカラーは1995年のデイリー杯3歳ステークス（GII）優勝馬で優駿牝馬4着、秋華賞3着（1996年）。